# Jesse Wallingford
Jesse Alfred Wallingford (Woolwich, Londres, 26 de gener de 1872 – Auckland, Nova Zelanda, 6 de gener de 1944) va ser un tirador anglès que va competir a començaments del segle xx.
El 1908 va prendre part en els Jocs Olímpics de Londres, on disputà quatre proves del programa de tir. En la prova de Pistola lliure per equips guanyà la medalla de bronze. A més a més disputà la prova de pistola individual, on fou cinquè, rifle lliure per equips, on fou sisè; i rifle lliure individual, on fou desè.